# 農畜産業振興機構
独立行政法人農畜産業振興機構（のうちくさんぎょうしんこうきこう）は、農林水産省所管の中期目標管理法人たる独立行政法人。畜産物、野菜、甘味資源作物等の生産者の経営安定対策のための補給金交付業務と農畜産物の需給安定・価格調整対策の実施業務を一体的に担い、国内の価格安定と農産振興を行う。

## 沿革
- 1955年12月　日本輸出生糸保管株式会社が設立される。
- 1958年5月　日本輸出生糸保管株式会社が特殊会社化される。
- 1958年11月　酪農振興基金が設立される。
- 1959年3月　日本蚕繭事業団が設立される。
- 1961年12月　酪農振興基金が解散し、畜産振興事業団が設立される。
- 1965年8月　糖価安定事業団が設立される。
- 1966年3月　日本輸出生糸保管株式会社及び日本蚕繭事業団が解散し、日本蚕糸事業団が設立される。
- 1966年10月　野菜生産出荷安定資金協会が設立される。
- 1972年8月　財団法人野菜価格安定基金が設立される。
- 1976年10月　野菜生産出荷安定資金協会及び財団法人野菜価格安定基金が解散し、野菜供給安定基金が設立される。
- 1981年10月　糖価安定事業団及び日本蚕糸事業団が解散し、蚕糸砂糖類価格安定事業団が設立される。
- 1996年10月　畜産振興事業団及び蚕糸砂糖類価格安定事業団が解散し、農畜産業振興事業団が設立される。
- 2003年10月　野菜供給安定基金及び農畜産業振興事業団が解散し、独立行政法人農畜産業振興機構が設立される。

## 関連法規
- 独立行政法人農畜産業振興機構法 - e-Gov法令検索
- 肉用子牛生産安定等特別措置法
- 野菜生産出荷安定法
- 砂糖及びでん粉の価格調整に関する法律
- 加工原料乳生産者補給金等暫定措置法
- 畜産物の価格安定に関する法律
- 関税暫定措置法